# Jagdstaffel 31
La Königlich Preußische Jagdstaffel Nr 31 ou Jagdstaffel 31 est un « groupe de chasse » (c'est-à-dire un escadron de chasseurs) de la Luftstreitkräfte, la branche aérienne de l'Armée impériale allemande pendant la Première Guerre mondiale. Jasta est un acronyme formé par l'abréviation du mot allemand Jagdstaffel (escadrille de chasse). L'unité totalise 35 victoires aériennes (dont 5 sur des ballons) pendant la guerre, au prix de 9 tués et 6 blessés au combat, ainsi que 2 tués et 2 blessés dans des accidents. 

## Histoire
La Jagdstaffel 31 est créée le 14 décembre 1916 à Breslau, site de l'unité d'entraînement attachée à la 3e armée. Elle est opérationnelle le 7 février 1917 et remporte sa première victoire le 3 mars. Le 11 septembre 1917, elle quitte le Front occidental pour servir en Italie.  Entre le 25 octobre 1917 et le 20 février 1918, elle y remporte 14 victoires. Elle est ensuite transférée de nouveau sur le front de l'Ouest le 7 mars et y termine la guerre. Après l'armistice, la Jasta 31 est dissoute dans le courant du mois de novembre.

## Liste des commandants (Staffelführer)
1. Leutnant Werner Albert : date inconnue - 10 mai 1917 (date de sa mort au combat)[2]
2. Oberleutnant Gunther Viehweger : 10 mai 1917 -  6 septembre 1917[2]
3. Leutnant Zech : 6 septembre 1917 - 18 mai 1918[1]
4. Oberleutnant Robert Blumenbach : 18 mai 1918 - 2 octobre 1918[2]
5. Hauptmann Eduard Seldner[2]

## Membres célèbres
Cinq as ont volé avec la Jagdstaffel 31 : Richard Wenzl (en), Mieczysław Garsztka, Fritz Jacobsen (en), Alwin Thurm et Kurt Jacob.